# Phaedyma amphion
Phaedyma amphion is een vlinder uit de onderfamilie Limenitidinae en de familie Nymphalidae. De wetenschappelijke naam werd gepubliceerd in 1758 door Carl Linnaeus in de tiende editie van Systema naturae.